# 3317 Paris
För andra betydelser, se Paris (olika betydelser).
3317 Paris eller 1984 KF är en trojansk asteroid i Jupiters lagrangepunkt L5. Den upptäcktes 26 maj 1984 av det amerikanska astronom paret Eugene M. och Carolyn S. Shoemaker vid Palomar-observatoriet. Den är uppkallad efter Paris, prins av Troja.
Asteroiden har en diameter på ungefär 118 kilometer.